# Hubert Kessler
Hubert Artur Kessler (ur. 3 listopada 1907 r. w Sybinie – zm. 1 lutego 1994 r. w Budapeszcie) – węgierski geograf, geolog, hydrolog, a przede wszystkim speleolog. Specjalista w zakresie hydrologii krasu i znawca jaskiń północnych Węgier, zwłaszcza systemu jaskiniowego Baradla – Domica. Grotołaz-odkrywca, alpinista. Autor kilkuset publikacji naukowych i popularnonaukowych z zakresu speleologii.